# Broken Sword
Broken Sword er hovedtitlen på en række peg-og-klik-eventyrspil, udviklet af spildesigner Charles Cecil for Revolution Software. I spillene skal man styre hovedpersonen George Stobbart rundt i en række afgrænsede lokaliteter. De to første kapitler, The Shadow of the Templars og The Smoking Mirror, foregår i 2D, mens de 2 nyeste, The Sleeping Dragon og The Angel of Death, er i fuld 3D. Handlingen foregår i et tegneserieinspireret miljø hvor amerikanske George Stobbart sammen med sin franske veninde, journalisten Nico Collard, forsøger at opklare en række gådefulde mysterier. 

## Personerne
Nedennævnte personer er opdigtede personer i spillet.

### Nico Collard
Nicole "Nico" Collard er en fransk journalist, og hovedperson i computerspil-serien Broken Sword. Nico har gennem alle fire Broken Sword spil, haft en forskellige skuespiller bag sig. 
Nico er uddannet journalist, og arbejder for en lille fransk avis. Hun møder George Stobbart, og sammen opklarer de mysterierne igennem fire eventyr. Hun er også hans "on-and-off again" kæreste. Nico er, ligesom George, ofte sarkastisk. Nico er også god ven af André Lobineau. 

### George Stobbart
George Stobbart (født i 1968) er en amerikansk eventyrer, og hovedpersonen i Broken Sword. George Stobbarts stemme indtales af Rolf Saxon i alle fire spil.
George Stobbart kommer fra Idaho i USA. Han er uddannet advokat, og arbejder som kautionist. Han er dog meget mere interesseret i historie og elsker at rejse. Det er på en rejse til Paris at han bliver draget ind i et actionspækket eventyr, som giver ham smag for flere der leder ud i hele 4 kapitler i alt. George Stobbart har gennem serien to forhold; først et on-off forhold med Nico Collard, og senere med Anna Maria. George Stobbart er kendt for sin tørre humor, sarkasme, gul-blonde hår og afslappede påklædning. 

### André Lobineau
André Lobineau er en fransk historiker, kendt fra de tre første spil i serien Broken Sword. (Lille spoiler advarsel!) Medvirker også i 4'eren hvor man skal hacke sig ind på hans server, for at skaffe sig oplysninger.
André Lobineau er en af Nicos gamle bekendtskaber fra studietiden. Han ved utrolig meget om historie, og er derfor ofte til stor hjælp for George, selvom de to ikke bryder sig om hinanden. André er ofte misundelig på Georges forhold med Nico.

## Spil
- Broken Sword: The Shadow of the Templars – 1996
- Broken Sword II: The Smoking Mirror – 1997
- Broken Sword: The Sleeping Dragon – 2003
- Broken Sword: The Angel of Death – 2006
  - Broken Sword 2.5: The Return of the Templars – 2008 (uofficiel)